# Speed Monster
Speed Monster est un parcours de montagnes russes lancées situé en Norvège dans le parc d'attractions TusenFryd. Construit par l'entreprise suisse Intamin, l'attraction ouvrit en 2006 et proposa un élément de parcours inédit nommé « Norwegian Loop ».

## Histoire
L'attraction fut annoncée officiellement le 7 juillet 2005 comme étant le plus grand investissement de l'histoire du parc (60 millions de kroner, soit environ 7,5 millions d'euros). Il fut également annoncé que le système de propulsion serait hydraulique et que le parcours serait composé de trois inversions.
En raison de la topographie particulière du parc, l'attraction a été conçue pour s'adapter au paysage en pente de plus de 20 mètres. Le climat et le terrain rocheux ont rendu la construction difficile. La construction fut terminée en décembre 2005, dans un climat glacial.
Depuis son ouverture, Speed Monster est sponsorisé par Mazda, ce qui lui vaut une thématique sur les voitures de course.

## Le parcours
Chacun des deux trains décorés comme une voiture de course est composé de 3 voitures, équipées chacune de quatre sièges, soit une capacité totale de 12 passagers par trains.
En quittant la gare, le train subit une accélération de 0 à 90 km/h en 2,2 secondes. Il entame ainsi un parcours de 690 mètres. La grande particularité de l'attraction reste son inversion inédite, le « Norwegian Loop » proche du « Pretzel Loop » et qui a depuis été utilisé sur Farenheit à Hersheypark.

## Galerie

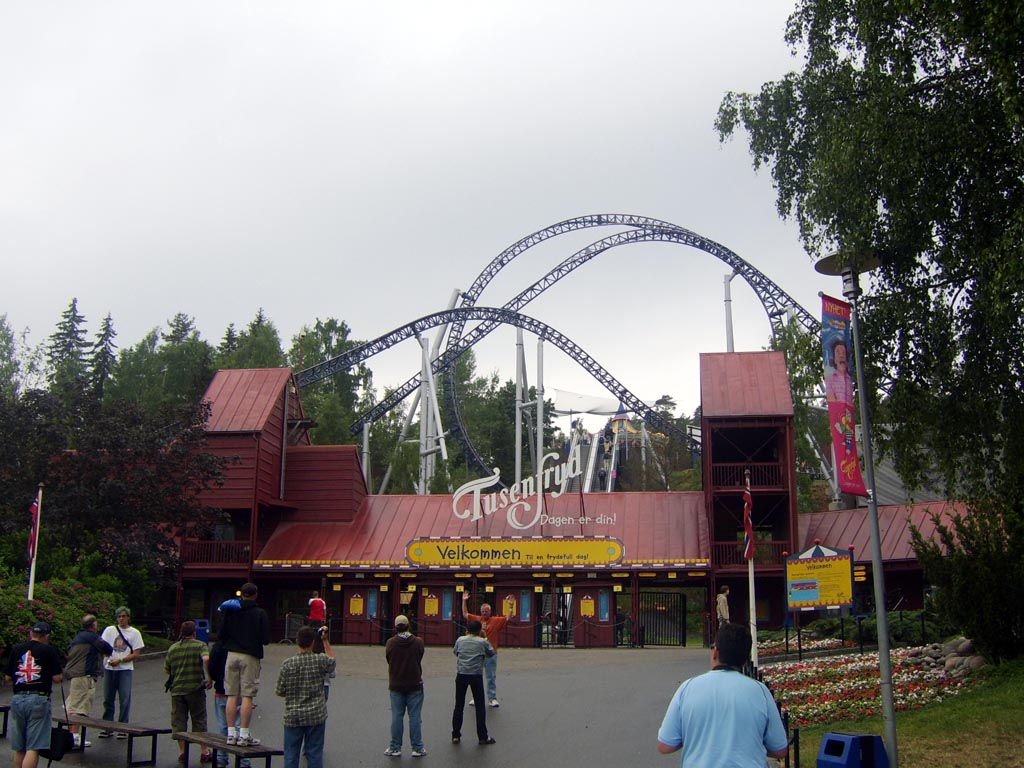
L'attraction vue depuis l'entrée du parc.
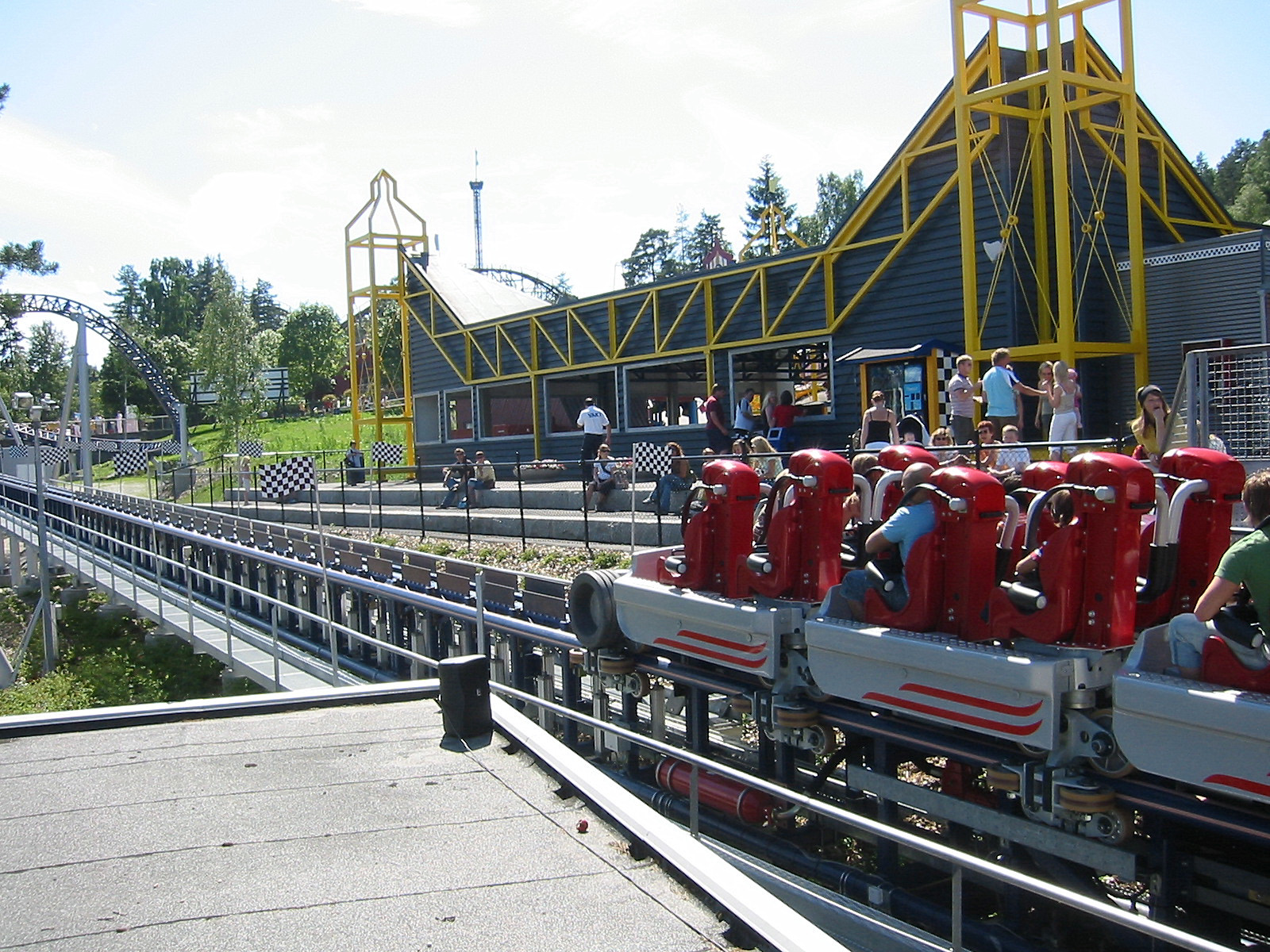
Zone d'accélération.
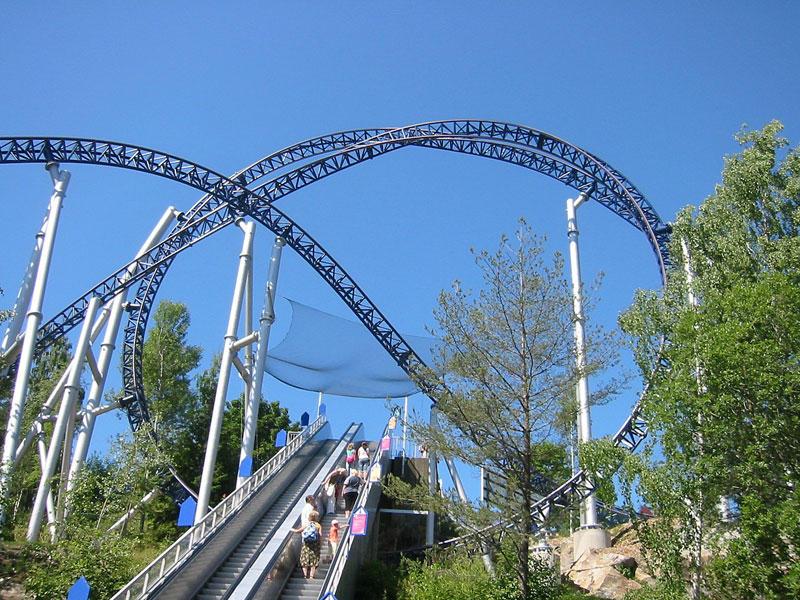
Norvegian Loop.